# بيديتا باغ
بيديتا باغ (الهندية:बिदिता बाग़ ، من مواليد 30 سبتمبر 1991) ممثلة وعارضة هندية عملت بشكل رئيسي في اللغة البنغالية أيضًا عملت في العديد من الإعلانات التجارية، يعتبر فيلم فتاة شولاي آخر دور رئيسي ظهرت فيه عام 2019، يسسيُعرض بيديتا باغ في فيلم مسلح بابوموشاي إلى جانب نواز الدين صديقي.

## الروابط الخارجية
- بيديتا باغ على موقع IMDb (الإنجليزية)
- بيديتا باغ على موقع قاعدة بيانات الفيلم (الإنجليزية)
- بيديتا باغ على موقع كينوبويسك (الروسية)